# Camporredondo (Kasztília és León)
Camporredondo község Spanyolországban, Valladolid tartományban. Camporredondo San Miguel del Arroyo, Portillo, Valladolid és Montemayor de Pililla községekkel határos. Lakosainak száma 147 fő (2024).

## Népesség
A település népessége az utóbbi években az alábbiak szerint változott:
| Lakosok száma | 214  | 201  | 179  | 172  | 168  | 166  | 161  | 157  | 156  | 147  |
|               | 2001 | 2004 | 2007 | 2009 | 2012 | 2014 | 2017 | 2019 | 2022 | 2024 |